# Val de Lorraine Classic
La Val de Lorraine Classic est une course d'enduro moto qui à lieu chaque année depuis 2000. Elle se déroule sur deux jours dans les départements de Meurthe & Moselle et Moselle. 
Elle fait partie des cinq "classiques" Françaises avec la Grappe de Cyrano, Le Trèfle Lozérien, la Rand'Auvergne et l'Aveyronnaise Classic. 
La VdLC, organisée bénévolement par le Foyer Rural de Faulx, est la première classique de la saison, et la seule ayant lieu dans la moitié nord du pays,.

## Histoire
L’Enduro de Faulx voit le jour en 1978. Une cinquantaine de bénévoles accueillent alors 110 pilotes pour une épreuve courue sur une boucle tout-terrain à parcourir une ou plusieurs fois selon la catégorie.
Devenu Enduro Inter de Faulx à la suite de l'inscription de l’épreuve au Championnat de Suisse d’Enduro, le format change en 2000 pour adopter celui d’une Classic d’Enduro, et prend le nom de Val de Lorraine Classic. La première édition a été remportée par Stéphane Peterhansel, le parrain de l’épreuve.

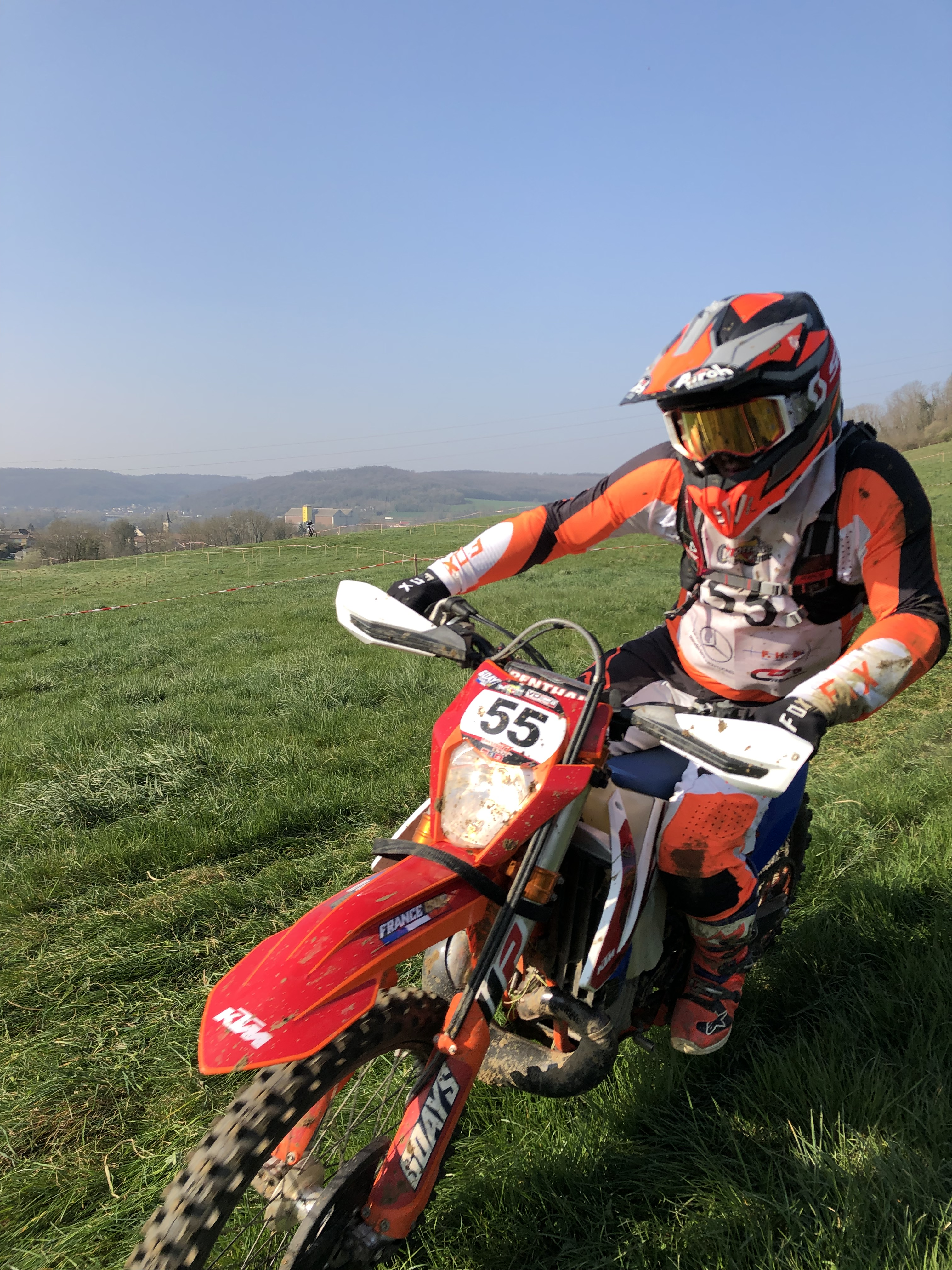
SP3 - Millery en 2022

Disputée sur 2 jours, sur 2 boucles distinctes de 160 km, majoritairement en tout-terrain, sur le territoire de plus de 50 communes en Meurthe-et-Moselle (54) et en Moselle (57). Une douzaine de Spéciales sont réparties le long du parcours et sont courues durant le week-end. Généralement 6 par jour, et majoritairement tracées dans des prairies vallonnées, hormis la dernière spéciale qui est orientée "extrême". 
Habituellement organisée le dernier week-end de mars, elle attire désormais jusqu’à 680 pilotes venant de 8 pays. Elle n’a pas eu lieu en 2020 et 2021 (Covid-19).

### Palmarès
D'après le site officiel:
| Edition | 1er                  | 2e                     | 3e                   |
| ------- | -------------------- | ---------------------- | -------------------- |
| 2000    | Stéphane Peterhansel | Thomas Bürgi           | Olivier Albert       |
| 2001    | Emmanuel Albepart    | Arnaud Besnier         | Thomas Bürgi         |
| 2002    | Stéphane Peterhansel | David Vernier          | Michel Joliat        |
| 2003    | David Frétigné       | Cyril Esquirol         | Stéphane Peterhansel |
| 2004    | Jean-Michel Bayle    | Marc Germain           | David Frétigné       |
| 2005    | Marc Germain         | Fabien Planet          | Thierry Klutz        |
| 2006    | Marc Germain         | David Frétigné         | Thierry Klutz        |
| 2007    | Fabien Planet        | Marc Germain           | Sébastien Guillaume  |
| 2008    | Julien Gauthier      | Emmanuel Albepart      | David Frétigné       |
| 2009    | Mickaël Pichon       | David Frétigné         | Romain Gioffre       |
| 2010    | Marc Germain         | Pierre Alexandre Renet | David Frétigné       |
| 2011    | Marc Germain         | Fabien Planet          | Sylvain Lebrun       |
| 2012    | Jérémy Tarroux       | Marc Germain           | Sylvain Lebrun       |
| 2013    | Julien Gauthier      | Sébastien Guillaume    | Marc Bourgeois       |
| 2014    | Marc Bourgeois       | Julien Gauthier        | Loïc Larrieu         |
| 2015    | Marc Bourgeois       | Loïc Larrieu           | Julien Gauthier      |
| 2016    | Marc Germain         | Nicolas Deparrois      | Jonathan Rossé       |
| 2017    | Jérémy Tarroux       | Julien Gauthier        | Romain Boucardey     |
| 2018    | Jérémy Tarroux       | Julien Gauthier        | Romain Boucardey     |
| 2019    | Johnny Aubert        | Julien Gauthier        | Jérémy Tarroux       |
| 2020    | Annulée              | Annulée                | Annulée              |
| 2021    | Annulée              | Annulée                | Annulée              |
| 2022    | Andrea Verona        | Valérian Debaud        | Jérémy Tarroux       |
| 2023    | Jérémy Tarroux       | Valérian Debaud        | Julien Gauthier      |
| 2024    | Valérian Debaud      | Antoine Magain         | Alexis Beaud         |
| 2025    | Antoine Magain       | Jérémy Tarroux         | Hugo Blanjoue        |